# Abba Eban
Abba Eban (en hebreo: אבא אבן) -nacido Aubrey Solomon Meir- (Ciudad del Cabo, 2 de febrero de 1915 - Tel Aviv, 17 de noviembre de 2002) fue un político y diplomático israelí, Ministro de Relaciones Exteriores de Israel entre 1966 y 1974.
Nacido en Ciudad del Cabo, en una familia de origen judío proveniente de Lituania. Realizó los estudios universitarios en el Queens' College de la Universidad de Cambridge, trabajando con Jaim Weizmann en la Organización Sionista Mundial y sirviendo en el ejército británico durante la Segunda Guerra Mundial. Después trabajó, hasta 1946, como profesor en un centro de estudios para el Oriente Medio del Ministerio de Relaciones Exteriores del Reino Unido.
En 1946 fue destinado a la Agencia Judía para Palestina (organismo dependiente de las Naciones Unidas) en donde desarrolló su labor hasta la creación del Estado de Israel. En el primer gabinete israelí, fue nombrado embajador en la ONU y en Estados Unidos a un tiempo, hasta 1959. Elegido miembro del Knéset por el Partido Laborista Israelí, fue designado Ministro de Educación y Cultura (hasta 1963), y después Viceprimer-Ministro (1966) y Ministro de Relaciones Exteriores hasta 1974. Fue miembro de la Academia Americana de Ciencias.